# Lara Croft
Lara Croft es un personaje ficticio y principal protagonista de la franquicia de videojuegos Tomb Raider. Se presenta como una arqueóloga inglesa altamente inteligente y atlética que se aventura en tumbas antiguas y ruinas peligrosas en todo el mundo. Creada por Toby Gard y el equipo desarrollador británico Core Design. El personaje Lara Croft apareció por primera vez en el videojuego Tomb Raider en 1996.
Core Design manejó el desarrollo inicial del personaje y la serie. Inspirado por Neneh Cherry y el personaje de cómic Tank Girl, Gard diseñó a Lara Croft para contrarrestar a los personajes femeninos estereotipados. La compañía modificó el carácter para los títulos posteriores, que incluían mejoras gráficas y adiciones en el juego. El desarrollador estadounidense Crystal Dynamics se hizo cargo de la serie después de la secuela de 2003, Tomb Raider: El ángel de la oscuridad. El nuevo desarrollador reinició al personaje junto con la serie de videojuegos. La compañía modificó sus proporciones físicas y le dio formas adicionales de interactuar con los entornos de juego. Croft ha sido interpretada por seis actrices en la serie de videojuegos: Shelley Blond (1996), Judith Gibbins (1997–98), Jonell Elliott (1999–2003), Keeley Hawes (2006–14), Camilla Luddington (2013 – presente) y Abigail Stahlschmidt (2015).
Lara Croft también ha aparecido en spin-off de videojuegos, adaptaciones impresas, una serie de cortometrajes animados, largometrajes y productos relacionados con la serie. La promoción del personaje incluye una marca de ropa y accesorios, figuras de acción y representaciones de modelos. Ella ha sido licenciada para la promoción de terceros, incluyendo anuncios de televisión e impresos, apariciones relacionadas con la música, y como portavoz.
Los críticos consideran a Lara Croft un personaje de videojuego significativo en la cultura popular. Tiene seis Guinness World Records, tiene muchos seguidores y es uno de los primeros personajes de videojuegos adaptados con éxito a película. Lara Croft también se considera un símbolo sexual, uno de los primeros en la industria en lograr una atención generalizada.

## Características

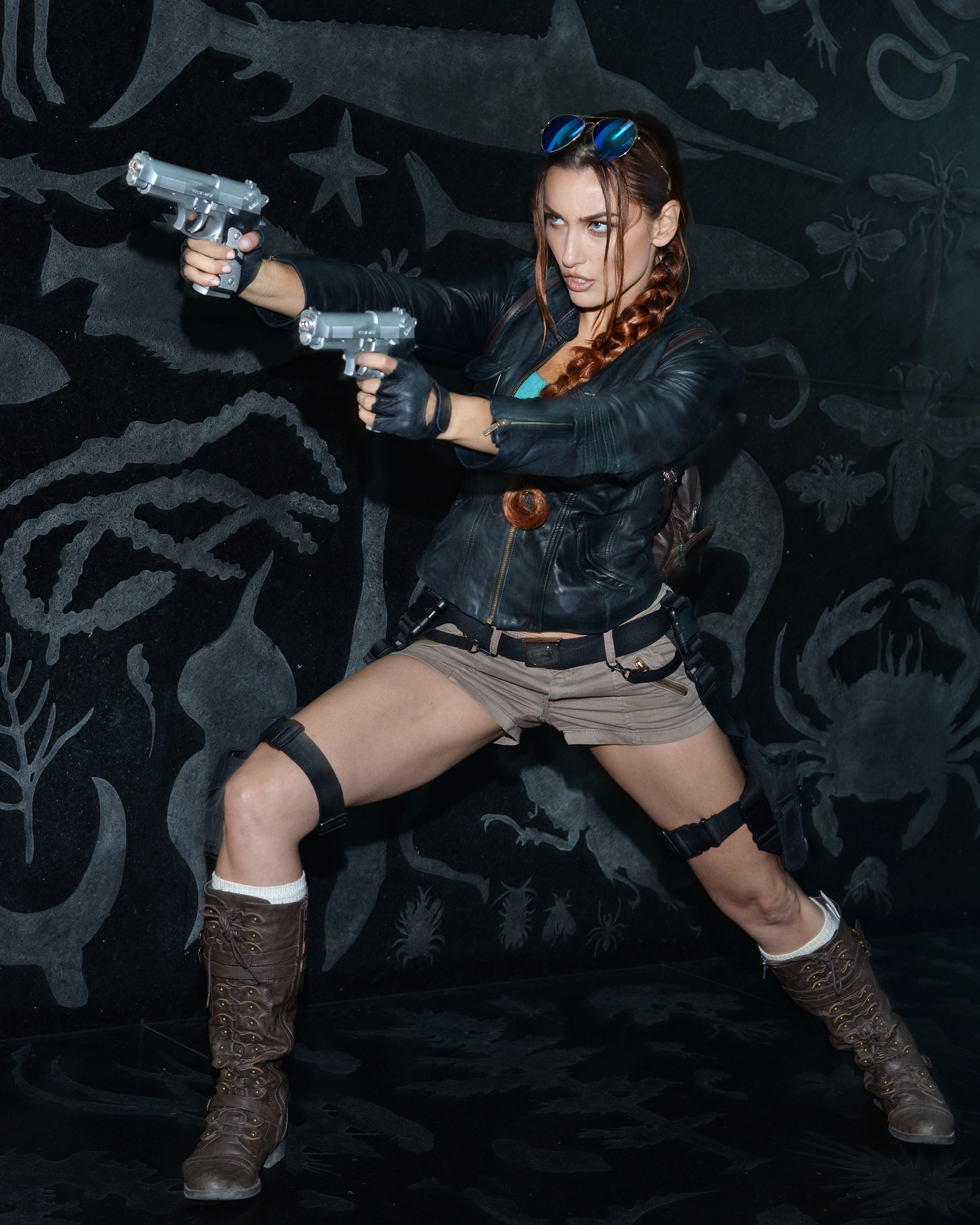
Cosplay de Tatiana DeKhtyar como Lara Croft en el E3 de 2016

Lara Croft es representada como una mujer atlética, con ojos marrones y cabello castaño rojizo, frecuentemente mantenido en una trenza o cola de caballo. El traje clásico del personaje es una camiseta turquesa sin mangas, pantalones cortos de color marrón claro, botas altas hasta la pantorrilla y calcetines blancos altos. Los accesorios incluyen guantes sin dedos, una mochila, un cinturón utilitario con fundas a cada lado y dos pistolas. Las secuelas de los videojuegos introdujeron nuevo equipo, diseñado para diferentes entornos, como el clima frío o para ir bajo el agua. En los juegos posteriores, Croft viste un top corto, pantalones de camuflaje y camisa negra o marrón claro. Al explorar, a menudo lleva dos pistolas, pero también ha usado otras armas. Además, ella es fluida en varios idiomas.
La historia de fondo de Lara ha cambiado significativamente a lo largo de la serie. Durante la primera era, los manuales de juego describen al personaje como Wimbledon, hija nacida en Londres de Lord Henshingly Croft (Lord Richard Croft en Leyenda y sus secuelas). Fue criada como aristócrata y comprometida con el ficticio conde de Farringdon. Lara asistió al internado escocés Gordonstoun y a una escuela de finalización suiza. A la edad de veintiún años, sobrevivió un accidente aéreo, que la dejó varada en el Himalaya durante dos semanas. La experiencia la impulsó a rehuir su vida anterior y buscar más aventuras en todo el mundo. Croft publicó libros y otras obras escritas basadas en sus hazañas como mercenaria, cazadora de caza mayor y ladrona maestra. Esto le proporcionó una fuente de ingresos de reemplazo después de que su padre la rechazara por el cambio en su estilo de vida.
Durante la segunda era, la historia de Lara la presentó como la hija del arqueólogo Lord Richard Croft, Conde de Abbingdon, y como una persona que, mientras asistía a la Escuela de Chicas de Abbingdon, fue rápidamente identificada como muy talentosa. La fecha del accidente aéreo se cambió a cuando Lara tenía nueve años; esta vez, con su madre, Amelia Croft. Lara y su madre se refugiaron en un antiguo templo nepalí, donde Lara es testigo de la desaparición de su madre después de manipular una espada antigua. Su padre más tarde desaparece en busca de su esposa. Esto incita a Lara a buscar el motivo de la desaparición de su madre.
La tercera era se desvía considerablemente de la trama original. Cuando Lara era joven, viajó con sus padres en muchas de sus expediciones arqueológicas, que ayudaron a dar forma a la mujer en la que se estaba convirtiendo. Fue en una de estas expediciones que su madre desapareció y se pensó que había muerto. Cuando su padre supuestamente se suicidó unos años más tarde, la dejaron al cuidado de Conrad Roth. A pesar de que heredó una gran fortuna, que le brindó los medios para asistir a Cambridge con facilidad, Lara decidió estudiar en el University College London. Aunque esta fue una elección muy difícil, la ayudó a estar más enraizada y ser más sensata de lo que podría haber sido. Ella también terminó conociendo a su mejor amiga, Samantha Nishimura, durante su tiempo en UCL. Fue gracias al espíritu libre de Sam y a una racha salvaje que Lara pudo experimentar mucho más de Londres que sólo las universidades y los museos, que tanto amaba. Después de viajar por el mundo, tanto Lara como Sam terminan en una expedición al Triángulo del Dragón, en la costa japonesa, en busca de la civilización perdida de Yamatai. Es en esta expedición que Lara queda varada en una isla remota, llena de peligros naturales, humanos y sobrenaturales, lo que le permite evolucionar desde una niña vulnerable a una superviviente. Y después de experimentar los poderes sobrenaturales del mundo antiguo, se da cuenta de que su padre tenía razón con respecto a sus teorías y su hambre de aventuras. Aunque Lara tenía una vida independiente, que incluía mucho trabajo internacional, pudo mantener una vida social activa y una relación saludable.

## Primera biografía
Su madre es Amelia Croft, Condesa de Abingdon, y su padre, Lord Henshingly Croft, conde de Abingdon. Lara Croft creció en el mundo de la aristocracia británica, rodeada por mayordomos y lujo. Durante sus años escolares, asistió a una conferencia del renombrado arqueólogo Werner Von Croy. Esto provocó su primer interés en la arqueología. 
Cuando tenía 16 años, averiguó que Von Croy preparaba una expedición a Camboya, y convenció a sus padres para dejarla unirse a la expedición. Esta terminó en desastre cuando Von Croy activó una trampa y quedó sepultado dentro de una tumba; para evitar este mismo destino Lara Croft tuvo que abandonarlo. Von Croy finalmente sobrevivió y el incidente causó un rencor entre Lara y él que perduró durante años. Más tarde, durante su internado en una prestigiosa escuela en Suiza estudió esquí extremo. Por lo que pasó las vacaciones en el Himalaya en busca del terreno más peligroso donde practicar. Sin embargo, en su viaje de vuelta, el avión se estrelló en las montañas, siendo Lara la única superviviente.
Pasó dos semanas vagando sola por el Himalaya antes de encontrar el remoto pueblo tibetano de Tokakeriby. Dicha experiencia tuvo un profundo efecto en ella, haciéndola incapaz de soportar mucho tiempo la atmósfera sofocante de la alta sociedad británica, y preferir viajar a través del mundo, algo que la hacía sentir verdaderamente libre.
A pesar de estos cambios de vida drásticos, conservaba la esencia de su educación, notablemente cortés, y el acento de clase alta.
Su rechazo al estilo de vida de la alta sociedad llevó a sus padres a desheredarla, lo que la lleva a escribir sobre sus viajes para poder costearlos. Mientras permanece en Inglaterra, vive en una mansión en Surrey que le dejó su tía antes de morir. La mansión también es utilizada como centro de entrenamiento y almacén de varios artefactos que Lara Croft ha ido adquiriendo en sus viajes. La mansión es cuidada por su mayordomo Winston, quien ha estado en la vida de Lara Croft desde su niñez.
Lara Croft no considera buscar tesoros como un trabajo, sino más como un modo de vivir. Para financiar este modo de vida radical, escribe libros sobre sus viajes.
Además de sus notables descubrimientos, incluyendo la Pirámide de la Atlántida, el "Scion" y la "Daga de Xian", también ha descubierto los cinco fragmentos de un meteorito, El Iris, el Amuleto de Horus, la Máscara de Oro, la Máscara De Tutankamon, la Lanza del Destino y unos grabados de las pinturas Obscura.
- Pasatiempos: Cualquier deporte extremo. Tiene un interés particular por experimentar con diferentes formas, a menudo extremas, de transporte.
- Inspiración: Todas las personas poderosas de la antigüedad que diseñaron sus propias tumbas.
- Educación: Tutela privada (de los 3 a los 11 años); Instituto Wimbledon para Señoritas (de los 11 a los 16 años); Internado Gordonstoun (de los 16 a los 18 años); escuela privada en Suiza (de los 18 a los 21 años).

## Segunda biografía
Según otra biografía, la cual cuenta con algunos cambios, Lara Croft nació en 1968 en Inglaterra (Gran Bretaña, Reino Unido) hija de Richard y Amelia Croft. En 1976, cuando ella tenía tan solo nueve años, sobrevivió a un accidente de aviación en el Himalaya. En este episodio de su vida perdió a su madre y tuvo que caminar durante 10 días hasta llegar a un bar de Katmandú donde telefoneó a su padre para pedirle que la recogiese. Durante seis años tras los hechos ocurridos, Croft realizó continuos viajes con su padre de un yacimiento arqueológico a otro y aun así recibía educación por parte de profesores particulares, aunque prácticamente su padre era su tutor a jornada completo. Sin embargo, a los quince años de edad, el padre de Lara Croft desaparece en Camboya en extrañas circunstancias y ninguno de sus restos fueron encontrados. Al no haber cadáver, Lara Croft no pudo heredar el título de Croft, y tuvo serios problemas con su tío por el control del patrimonio de su difunto padre. Finalmente, Lara Croft gana legalmente los derechos de todas las posesiones de su padre, lo que causa que no volviese a tener comunicación alguna con sus parientes vivos restantes.

## Creación
Inicialmente, el diseñador Toby Gard tenía planeado hacer del protagonista de Tomb Raider una copia de Indiana Jones. Cuando esa idea fue calificada como inaceptable, Gard se concentró en crear otro personaje. Otro factor que ayudó a que usara un personaje femenino es que notó que sus compañeros de trabajo preferían elegir personajes femeninos en el videojuego Virtua Fighter.
De ahí salió una mujer llamada "Laura Cruz". Con el paso del tiempo, sus creadores interpretaron que Laura Cruz no sonaba muy "de mujer inglesa" y su nombre cambió a "Lara Croft", más fácil de pronunciar en inglés americano. El apellido «Croft» lo tomaron de un directorio telefónico inglés, para que "sonara más amigable con respecto a Inglaterra".

## Apariciones
- Tomb Raider - 1996
- Tomb Raider II: Starring Lara Croft - 1997
- Tomb Raider III: Aventures of Lara Croft - 1998
- Tomb Raider: The Last Revelation - 1999
- Tomb Raider (Game Boy Color) - 2000
- Tomb Raider: Chronicles - 2000
- Tomb Raider: Curse of the Sword - 2001
- Tomb Raider: The Prophecy - 2002
- Tomb Raider: El ángel de la oscuridad - 2003
- Tomb Raider: Legend - 2006
- Tomb Raider: Anniversary - 2007
- Tomb Raider: Underworld - 2008
- Lara Croft y el Guardián de la Luz - 2010
- Tomb Raider (Reboot)[11] - 2013
- Lara Croft y el Templo de Osiris - 2014
- Lara Croft: Relic Run - 2014
- Lara Croft GO - 2015
- Rise of the Tomb Raider - 2015
- Shadow of the Tomb Raider - 2018
- Tomb Raider Reloaded - 2023

## Otras apariciones

### Cómics
Lara Croft: Tomb Raider tuvo su debut en los cómic en Witchblade, de la editora Top Cow Productions, que más tarde en 1999 acabaría por crearle su propio cómic. Pese a todo, nunca abandonó sus apariciones en Witchblade.

### Cine
- Lara Croft: Tomb Raider (2001), película con Angelina Jolie. Dirigida por Simon West.
- Lara Croft Tomb Raider: La cuna de la vida (2003), película con Angelina Jolie. Dirigida por Jan de Bont.
- Tomb Raider (2018), película con Alicia Vikander. Dirigida por Roar Uthaug.

### Webcomics
Como en tantos otros casos de grandes heroínas adoptadas, plagiadas, homenajeadas o imitadas por el mundo del cómic o el webcómic, Lara Croft no ha sido ninguna excepción. Especialmente teniendo en cuenta su marcado carácter erótico, su figura no podía escapar de ser reproducida en el mundo pornográfico. El artista que firma como Mr. X ha realizado varias novelas gráficas con una mujer llamada Sara Kraft que comparte con la heroína de los videojuegos atributos parecidos, excepto por las gafas de sol.

### Otros videojuegos
- En Spyro: El año del dragón , el personaje de Tara está inspirada en Lara Croft. En  Spyro Reignited Trilogy se inspiró en  Version de 2013.
- Lara Croft es una superviviente del juego Dead by Daylight
- Lara Croft es una skin de Serie de leyendas de videojuegos en Fortnite que se podía haberse conseguido llegando al nivel 15 del pase de batalla del Capítulo 2: Temporada 6. Fue lanzada en el Capítulo 2: Temporada 6 y forma parte del conjunto Lara Croft
- Tanto Astro's Playroom y Astro Bot tiene Bot disfrazada Lara Croft haciendo cameos en sus juegos
- Call of Duty: Modern Warfare 2 (Lote de tienda) - 2023

### TV
- Aparece como personaje invitado en la serie española "Compañeros" interpretada por la modelo Lara Weller[14]
- En Netflix se estrena la serie animada Tomb Raider: La leyenda de Lara Croft
- EnAmazon Prime hará una serie Live-Action desarrolladad por Phoebe Waller-Bridge,   y protagonizada por Sophie Turner[15]

## Doblaje y personificación

### Cine
Lara Croft fue encarnada por la actriz ganadora del Óscar Angelina Jolie en las películas Lara Croft: Tomb Raider (2001) y Lara Croft Tomb Raider: La cuna de la vida (2003).
En 2018 se estrenó una nueva película basada en la tercera versión de la vida de Lara Croft interpretada por la también ganadora de un Óscar Alicia Vikander.

### Modelos
Con cada nuevo título de la serie se escoge a una modelo para publicidad y apariciones públicas:
- Nathalie Cook (1996 - 1997) (primera modelo contratada antes de que la saga Tomb Raider se volviera famosa)
- Rhona Mitra (1997 - 1998)
- Nell McAndrew (1998 - 1999)
- Lara Weller (1999 - 2000)
- Lucy Clarkson (2000 - 2002)
- Jill de Jong (2002 - 2004)
- Karima Adebibe (2006 - 2008)
- Alison Carroll (2008 - 2009)